# Campillo de Arenas
Campillo de Arenas ist ein südspanischer Ort und eine Gemeinde (municipio) mit insgesamt 1.703 Einwohnern (Stand: 2024) im Süden der Provinz Jaén in der autonomen Region Andalusien.

## Lage
Campillo de Arenas liegt in der Sierra Mágina, einem Teilgebiet der Sierra Morena, knapp 35 km (Fahrtstrecke) südsüdöstlich der Provinzhauptstadt Jaén in einer Höhe von ca. 865 m. Durch die Gemeinde führt die Autovía A-44.
Das Klima im Winter ist gemäßigt, im Sommer dagegen warm bis heiß; die geringen Niederschlagsmengen (ca. 554 mm/Jahr) fallen – mit Ausnahme der nahezu regenlosen Sommermonate – verteilt übers ganze Jahr.

## Bevölkerungsentwicklung
| Jahr      | 1970  | 1980  | 1990  | 2000  | 2010  | 2020  |
| Einwohner | 3.076 | 2.464 | 2.279 | 2.140 | 2.026 | 1.746 |

Die kontinuierliche Bevölkerungsrückgang in der zweiten Hälfte des 20. Jahrhunderts ist im Wesentlichen auf die Mechanisierung der Landwirtschaft und den damit einhergehenden Verlust an Arbeitsplätzen zurückzuführen.

## Sehenswürdigkeiten
- Burgruine von Arenas aus dem 14. Jahrhundert
- Marienkirche (Iglesia de Nuestra Señora de la Encarnación)
- Marienkapelle (Ermita de la Patrona Santísima Virgen de la Cabeza)
- Luzienkapelle (Ermita de Santa Lucía)
- Rathaus

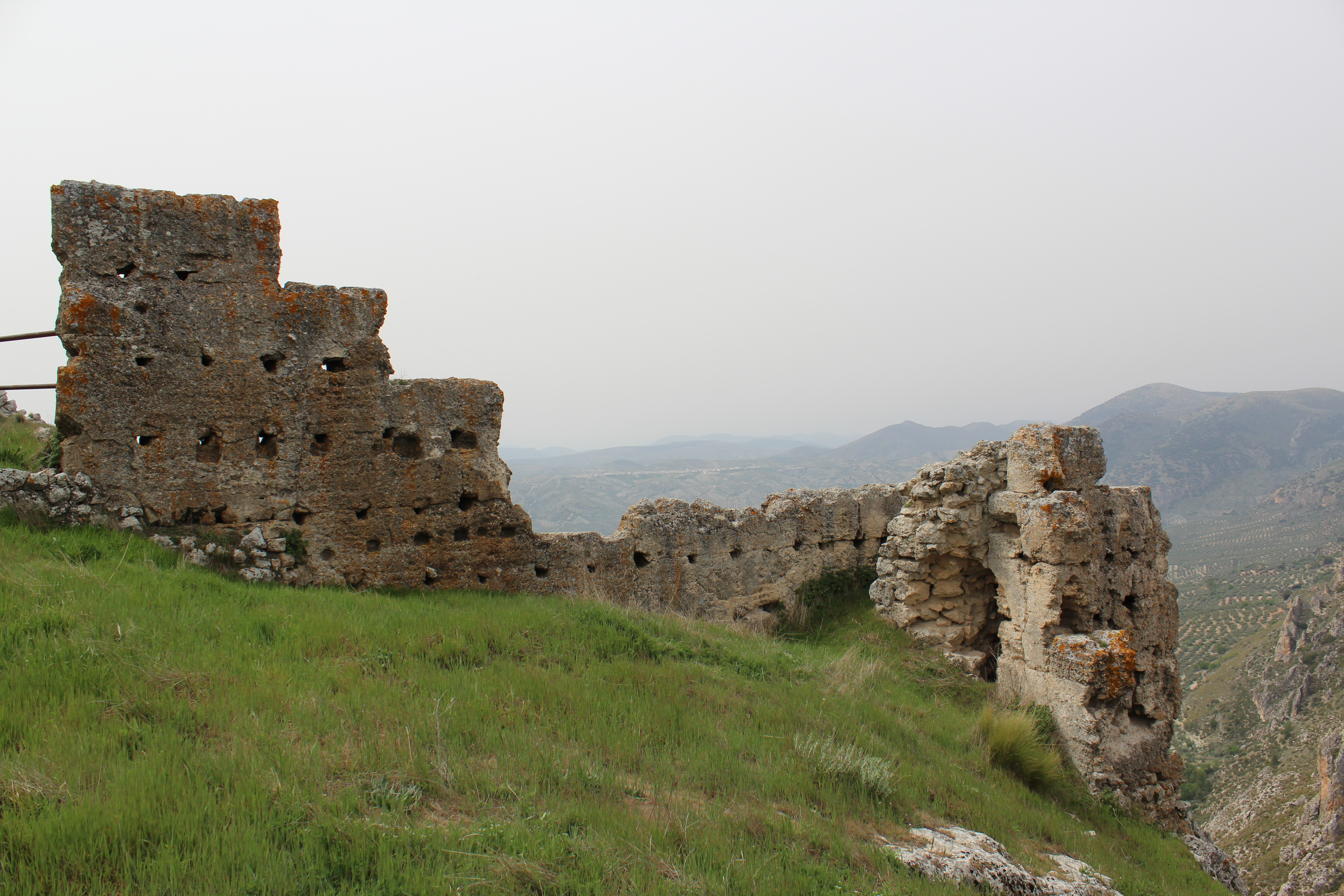
Burgruine von Arenas

## Persönlichkeiten
- Francisco Morales Lomas (* 1960), Dramaturg und Literaturkritiker
- Iván Sánchez Aguayo (* 1992), Fußballspieler